# La Négresse blonde
La Négresse blonde est un recueil poétique de Georges Fourest, paru en 1909. Œuvre principale de Georges Fourest, dans laquelle se trouvent ses pseudo-sonnets, elle est fortement teintée d'humour satirique. Son nom vient du poème homonyme ouvrant le recueil. La préface a été écrite par Willy.

## Éditions
Une première édition est publiée chez Albert Messein en 1909.